# Maranatha FC
Maranatha F.C. là một câu lạc bộ bóng đá Togo có trụ sở ở Fiokpo, thi đấu ở giải cao nhất của bóng đá Togo. Sân nhà của đội bóng là Stade Général Ameyi.